# Orbison-illusie

De Orbison-illusie: het rode vierkant lijkt niet op een vierkant

De Orbison-illusie werd voor het eerst beschreven door de Amerikaanse psycholoog William Orbison. Het is een variant op de al veel langer bekende illusies van Wundt en van Hering.
Met een patroon van gehoekte lijnen als achtergrond lijkt het rode vierkant niet langer op een vierkant, maar het heeft eerder iets weg van een ruit.

## Verdere voorbeelden

Vierkante vervorming door concentrische cirkels
Cirkelvervorming door radiale lijnen
Vierkante vervorming door een stralenbundel